# Fisiologia dels dinosaures
La fisiologia dels dinosaures ha estat històricament un tema controvertit, en especial la termoregulació. Recentment, han aparegut molts nous indicis sobre la fisiologia dels dinosaures, no només sobre el seu metabolisme i la seva termoregulació, sinó també sobre els sistemes respiratori i cardiovascular.

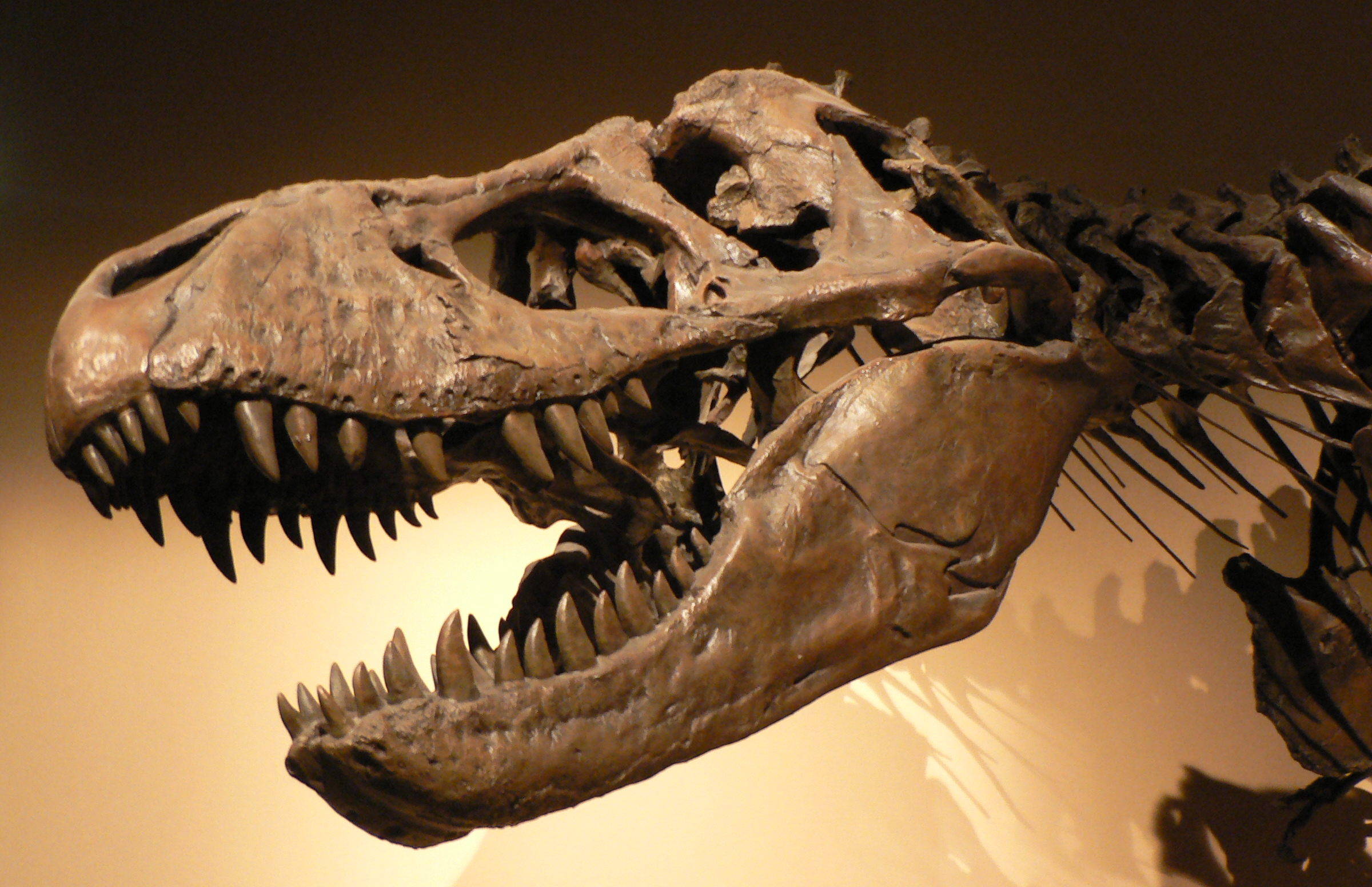
Crani i columna vertebral superior de Tyrannosaurus rex. Palais de la Découverte, París.

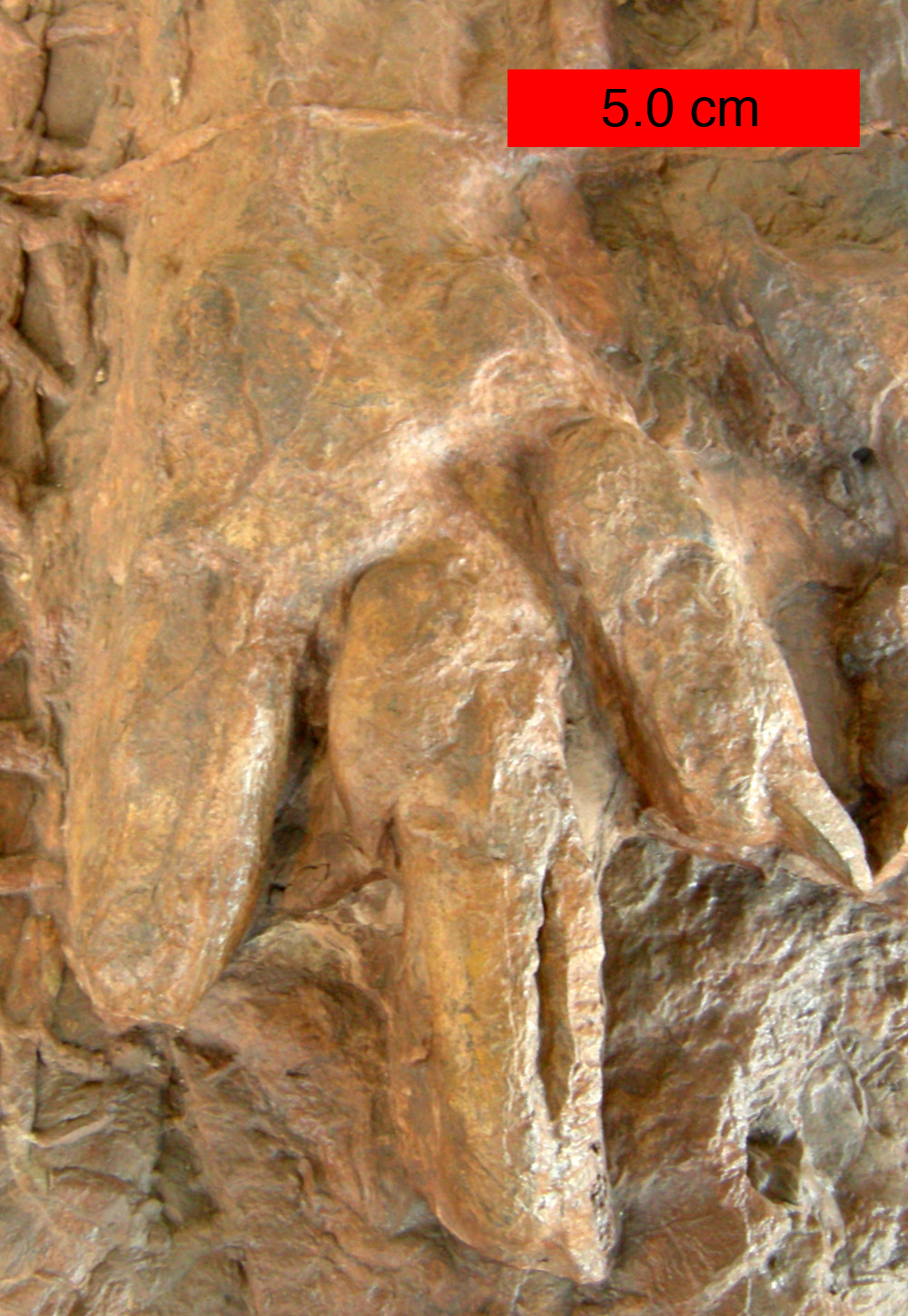
Eubrontes, una petja de dinosaure de la formació de Moenave (Juràssic inferior) al St. George Dinosaur Discovery Site de Johnson Farm, al sud-oest de Utah.

Des de la dècada del 1960 hi ha hagut un intens debat sobre la regulació de la temperatura en els dinosaures. Originalment, els científics no es posaven gens d'acord sobre si els dinosaures eren capaços de regular la seva temperatura. Més recentment, l'homeotèrmia ha esdevingut la visió que gaudeix d'un major consens, i el debat s'ha concentrat en els mecanismes termoreguladors.
Després del descobriment dels dinosaures, al principi els paleontòlegs sostingueren que es tractava de criatures ectoterms; "llangardaixos terribles", com diu el seu nom. Aquesta suposada ectotèrmia implicava que els dinosaures eren organismes relativament lents i inerts, de manera similar als rèptils moderns, que necessiten fonts externes de calor per regular la temperatura corporal. L'ectotèrmia dels dinosaures fou una visió prevalent fins que Robert T. Bakker, un dels primers proponents de l'endotèrmia dels dinosaures, publicà un document influent sobre aquest tema el 1968.
Les proves modernes indiquen que els dinosaures prosperaren en climes freds, i que com a mínim algunes espècies de dinosaure regulaven la temperatura corporal per mitjà de processos biològics interns (potser amb l'ajut de la seva gran mida). Algunes proves d'endotèrmia en els dinosaures inclouen el descobriment de dinosaures polars a Austràlia i l'Antàrtida (on haurien experimentat un fred i fosc hivern de sis mesos), el descobriment de dinosaures les plomes dels quals haurien pogut funcionar com un aïllament termoregulador, i anàlisis d'estructures dels vasos sanguinis típiques d'animals endoterms dins d'ossos de dinosaure. Les estructures esqueletals suggereixen que els teròpodes i altres dinosaures tenien estils de vida actius més aviat típics d'un sistema cardiovascular endotèrmic, mentre que els sauròpodes presentaven menys característiques endotèrmiques. És sens dubte possible que alguns dinosaures fossin endotèrmics i altres no. Encara continua el debat científic sobre certs aspectes d'aquest tema.
El debat es complica pel fet que l'endotèrmia pot aparèixer basada en més d'un mecanisme. La majoria d'estudis sobre l'endotèrmia dels dinosaures tendeixen a comparar-los als ocells o mamífers mitjans, que gasten energies per elevar la temperatura corporal per sobre de l'ambiental. Els ocells i mamífers petits també tenen un aïllament que redueix la pèrdua de temperatura, com ara greix, pèl o plomes. Tanmateix, els mamífers grans, com ara els elefants, tenen un problema diferent degut a la seva relació àrea de superfície-volum relativament baixa (principi d'Haldane). Aquesta relació compara el volum d'un animal amb l'àrea de la seva pell; a mesura que un animal augmenta de mida, la seva àrea de superfície augmenta més lentament que el seu volum. Arribat un cert punt, la quantitat de calor irradiada a través de la pell cau per sota de la quantitat de calor produïda dins del cos, obligant els animals a utilitzar mètodes alternatius per evitar la hipertèrmia. En el cas dels elefants, els adults tenen poc pèl, posseeixen grans orelles amb les quals incrementen la seva àrea de superfície, i també tenen adaptacions en el comportament (com ara l'ús de la trompa per ruixar-se amb aigua o el costum de banyar-se en el fang). Aquests comportaments augmenten la refrigeració per evaporació.
Es creu que els dinosaures grans haurien hagut d'enfrontar-se a problemes similars; la seva mida corporal indica que perdien temperatura relativament lentament respecte a l'aire que els envoltava, de manera que podrien haver estat homeoterms inercials, animals que romanen més càlids que el seu ambient purament gràcies a la seva enorme mida, i no gràcies a adaptacions especials com les de les aus o els mamífers. Tanmateix, fins a present aquesta teoria no ha ofert una explicació vàlida amb relació a les nombroses espècies de dinosaure de la mida d'un gos o d'una cabra, o les cries de les espècies més grosses.
Escanejades per mitjà de tomografia computada de la cavitat toràcica d'un dinosaure (realitzades el 2000) descobriren el que semblava les restes d'un cor de quatre cambres, similar al dels ocells i mamífers actuals. Aquesta idea és controvertida dins de la comunitat científica, havent estat criticada com a ciència anatòmica defectuosa o simplement una il·lusió. La qüestió de com es relaciona aquest descobriment amb el ritme metabòlic i l'anatomia interna dels dinosaures pot ser discutible, tanmateix, poc importa la identitat de l'objecte: tant els crocodilians moderns com els ocells, els parents vivents més propers dels dinosaures, tenen cors amb quatre cambres (tot i que els dels crocodilis estan modificats), de manera que els dinosaures probablement també en tenien.